# Magné (Deux-Sèvres)
Magné és un municipi francès situat al departament de Deux-Sèvres i a la regió de la Nova Aquitània. L'any 2007 tenia 2.886 habitants.

## Demografia

### Població
El 2007 la població de fet de Magné era de 2.886 persones. Hi havia 1.242 famílies de les quals 288 eren unipersonals (120 homes vivint sols i 168 dones vivint soles), 523 parelles sense fills, 375 parelles amb fills i 56 famílies monoparentals amb fills.
La població ha evolucionat segons el següent gràfic:
Habitants censats

### Habitatges
El 2007 hi havia 1.365 habitatges, 1.256 eren l'habitatge principal de la família, 72 eren segones residències i 37 estaven desocupats. 1.294 eren cases i 66 eren apartaments. Dels 1.256 habitatges principals, 1.007 estaven ocupats pels seus propietaris, 242 estaven llogats i ocupats pels llogaters i 8 estaven cedits a títol gratuït; 4 tenien una cambra, 55 en tenien dues, 171 en tenien tres, 345 en tenien quatre i 682 en tenien cinc o més. 1.086 habitatges disposaven pel capbaix d'una plaça de pàrquing. A 477 habitatges hi havia un automòbil i a 720 n'hi havia dos o més.

### Piràmide de població
La piràmide de població per edats i sexe el 2009 era:
| Homes | Edats   | Dones |
| ----- | ------- | ----- |
| 0     | 95 o +  | 0     |
| 0     | 90 a 94 | 4     |
| 4     | 85 a 89 | 28    |
| 16    | 80 a 84 | 16    |
| 48    | 75 a 79 | 36    |
| 20    | 70 a 74 | 44    |
| 76    | 65 a 69 | 48    |
| 68    | 60 a 64 | 52    |
| 80    | 55 a 59 | 112   |
| 164   | 50 a 54 | 148   |
| 76    | 45 a 49 | 112   |
| 136   | 40 a 44 | 140   |
| 152   | 35 a 39 | 160   |
| 92    | 30 a 34 | 112   |
| 44    | 25 a 29 | 48    |
| 44    | 20 a 24 | 48    |
| 112   | 15 a 19 | 88    |
| 108   | 10 a 14 | 120   |
| 84    | 5 a 9   | 80    |
| 80    | 0 a 4   | 52    |

## Economia
El 2007 la població en edat de treballar era de 1.968 persones, 1.426 eren actives i 542 eren inactives. De les 1.426 persones actives 1.361 estaven ocupades (686 homes i 675 dones) i 65 estaven aturades (27 homes i 38 dones). De les 542 persones inactives 310 estaven jubilades, 150 estaven estudiant i 82 estaven classificades com a «altres inactius».

### Ingressos
El 2009 a Magné hi havia 1.241 unitats fiscals que integraven 2.927,5 persones, la mediana anual d'ingressos fiscals per persona era de 21.832 €.

### Activitats econòmiques
Dels 100 establiments que hi havia el 2007, 2 eren d'empreses alimentàries, 1 d'una empresa de fabricació de material elèctric, 4 d'empreses de fabricació d'altres productes industrials, 21 d'empreses de construcció, 17 d'empreses de comerç i reparació d'automòbils, 3 d'empreses de transport, 6 d'empreses d'hostatgeria i restauració, 1 d'una empresa d'informació i comunicació, 11 d'empreses financeres, 1 d'una empresa immobiliària, 11 d'empreses de serveis, 14 d'entitats de l'administració pública i 8 d'empreses classificades com a «altres activitats de serveis».
Dels 28 establiments de servei als particulars que hi havia el 2009, 1 era una oficina de correu, 1 una oficina bancària, 1 taller de reparació d'automòbils i de material agrícola, 1 autoescola, 3 paletes, 3 guixaires pintors, 4 fusteries, 4 lampisteries, 1 electricista, 1 perruqueria, 6 restaurants i 2 salons de bellesa.
Dels 7 establiments comercials que hi havia el 2009, 1 era un supermercat, 2 fleques, 1 una botiga d'electrodomèstics, 1 una botiga de material esportiu i 2 floristeries.
L'any 2000 a Magné hi havia 16 explotacions agrícoles que ocupaven un total de 632 hectàrees.

## Equipaments sanitaris i escolars
L'únic equipament sanitari que hi havia el 2009 era una farmàcia.
El 2009 hi havia 1 escola maternal i 1 escola elemental.

## Poblacions més properes
El següent diagrama mostra les poblacions més properes.